# Momiano
Momiano  (in croato Momjan, in veneto Momian) è un paese dell'Istria del comune di Buie.

## Posizione e luoghi d'interesse
Il paese è posizionato nella valle del fiume Argilla, più precisamente su un colle adiacente a quello di Oscurus.
Il suo centro storico è molto caratteristico, con la chiesetta e le rovine del castello medievale, più noto come Castello Rota, che campeggia sulla valle. L'omonimo maniero fu costruito per volere dei patriarchi di Aquileia verso la metà del XII secolo, sopra un costone roccioso dal quale si poteva meglio controllare la valle sottostante. A partire dal XII secolo si susseguirono diversi casati, quali i Momiliani, i Duinati, i baroni Raunicher e a partire dal 1548 i conti Rota, originari della città di Bergamo e abitanti nel castello fino alla metà del XVIII secolo.
Un altro luogo famoso è la fonte usata nel Novecento per pulire i panni, posizionata all'inizio della strada che collega Momiano con la valle del fiume Argilla.

## Stemma
Lo stemma storico della cittadina è quello della famiglia Rota.
Lo stemma fu ordinato dal conte Simone Rota nel 1554 e in origine era posizionato sopra il portone d'entrata del castello. Successivamente venne staccato e posto sulla parete della casa nobiliare che i conti si fecero costruire in Villa di Sotto verso la metà del Settecento; quest'ultima andò bruciata il 31 dicembre del 1951, a causa di un incendio fortuito. Oggi lo stemma del casato è affisso sulla Casa del Popolo a Momiano.
Il motto della famiglia è: PER BEN FAR.

## Società

### Etnie
Censimento 1991
| Nazionalità | Percentuale |
| ----------- | ----------- |
| Italiani    | 46,83%      |
| Croati      | 21,47%      |
| Istriani    | 15,46%      |
| Serbi       | 2,11%       |

### Evoluzione demografica
Nel 2011 si contavano 283 abitanti, divisi in 93 nuclei familiari.
Il censimento austriaco del 1910 registrava nel comune catastale di Momiano 1 098 abitanti, per il 99% italiani.

## Galleria d'immagini

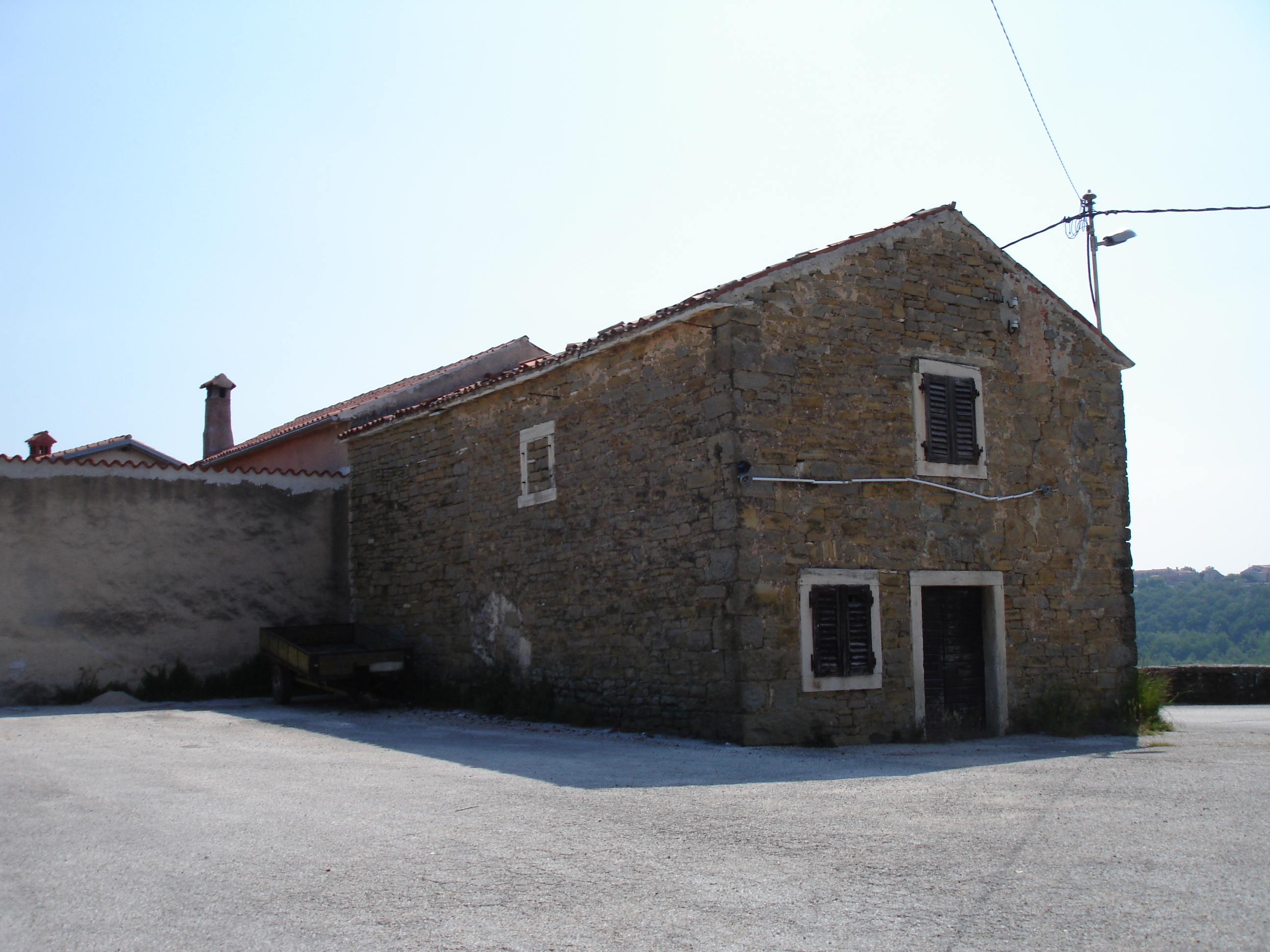
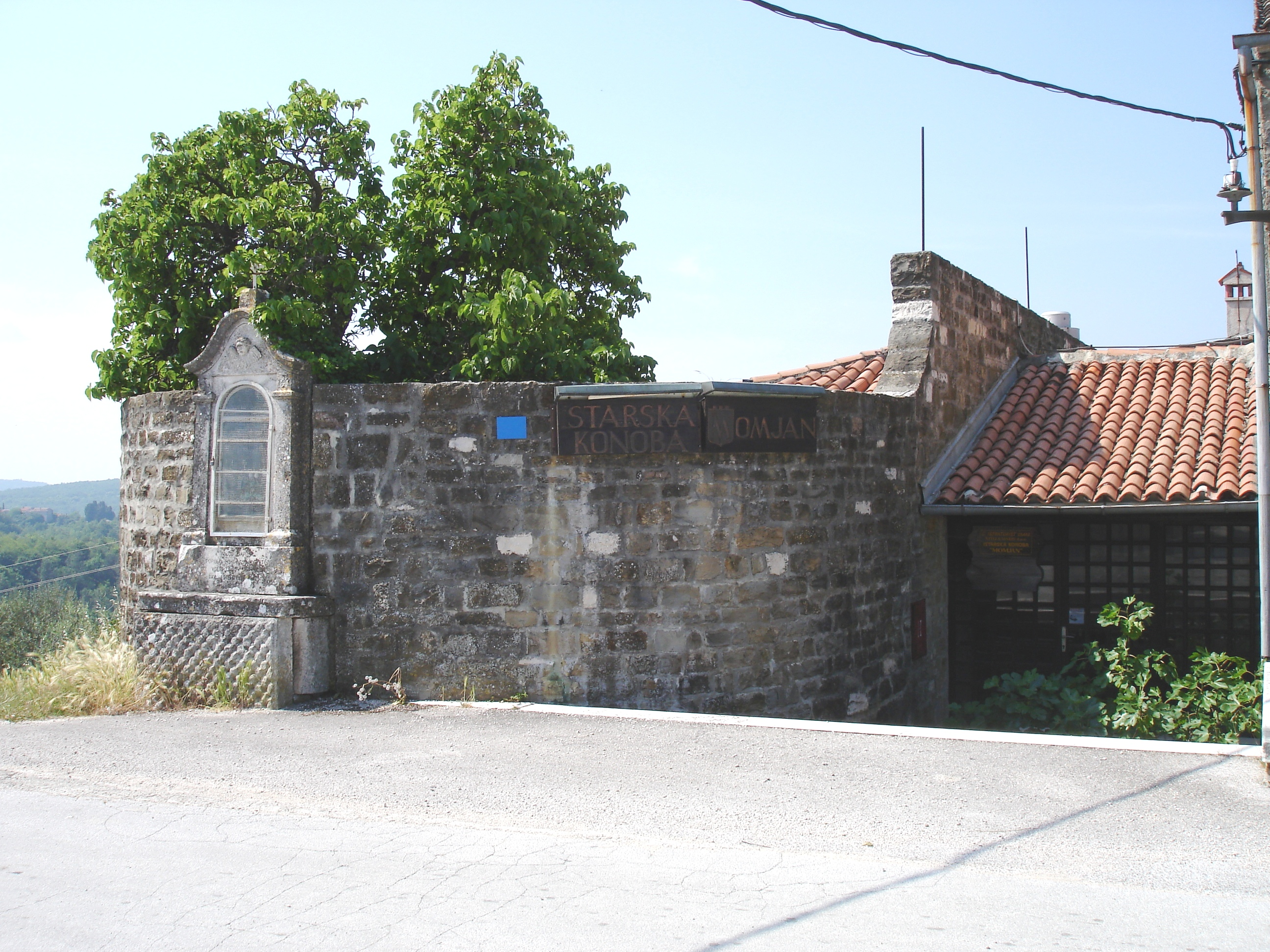
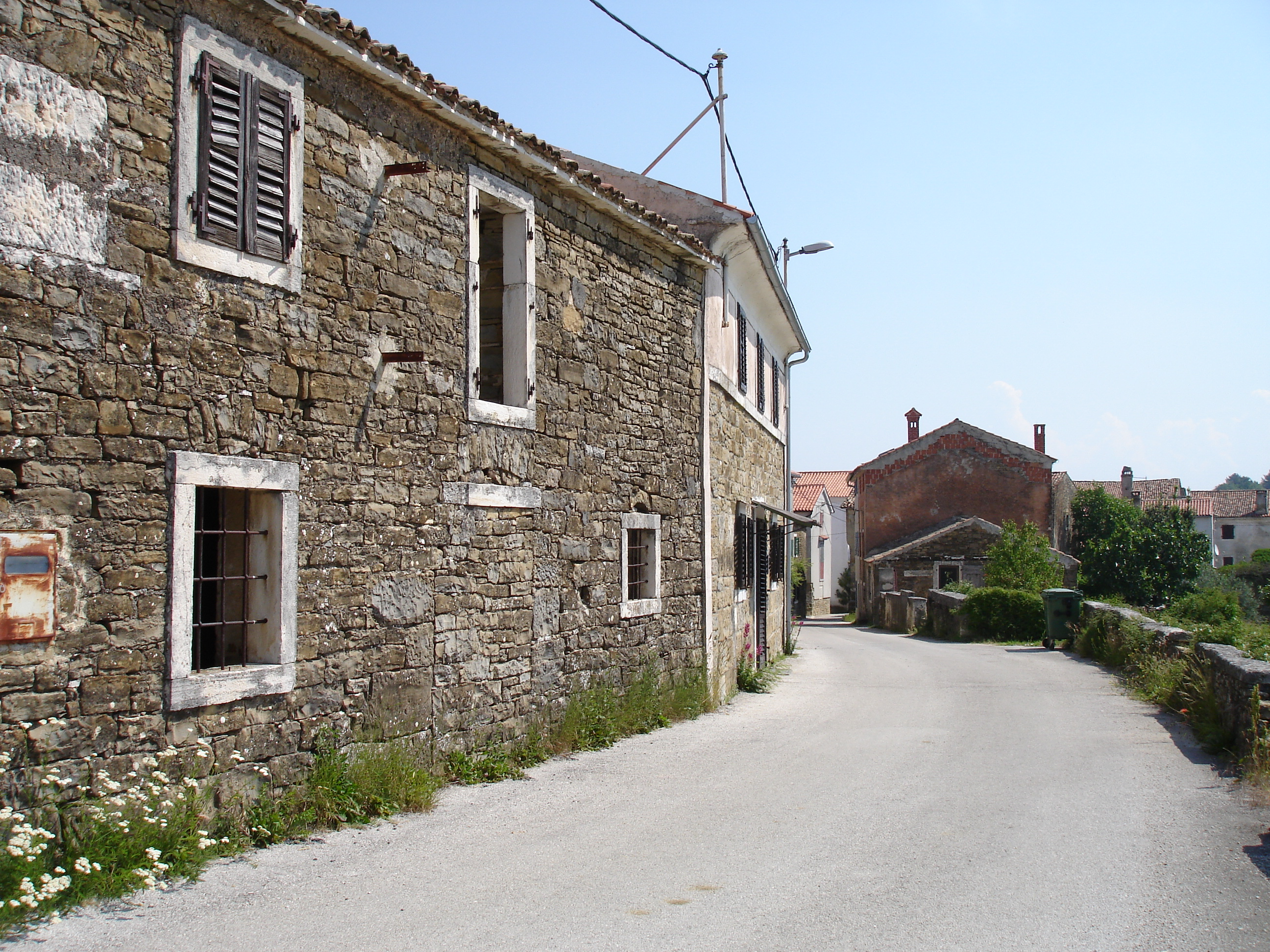
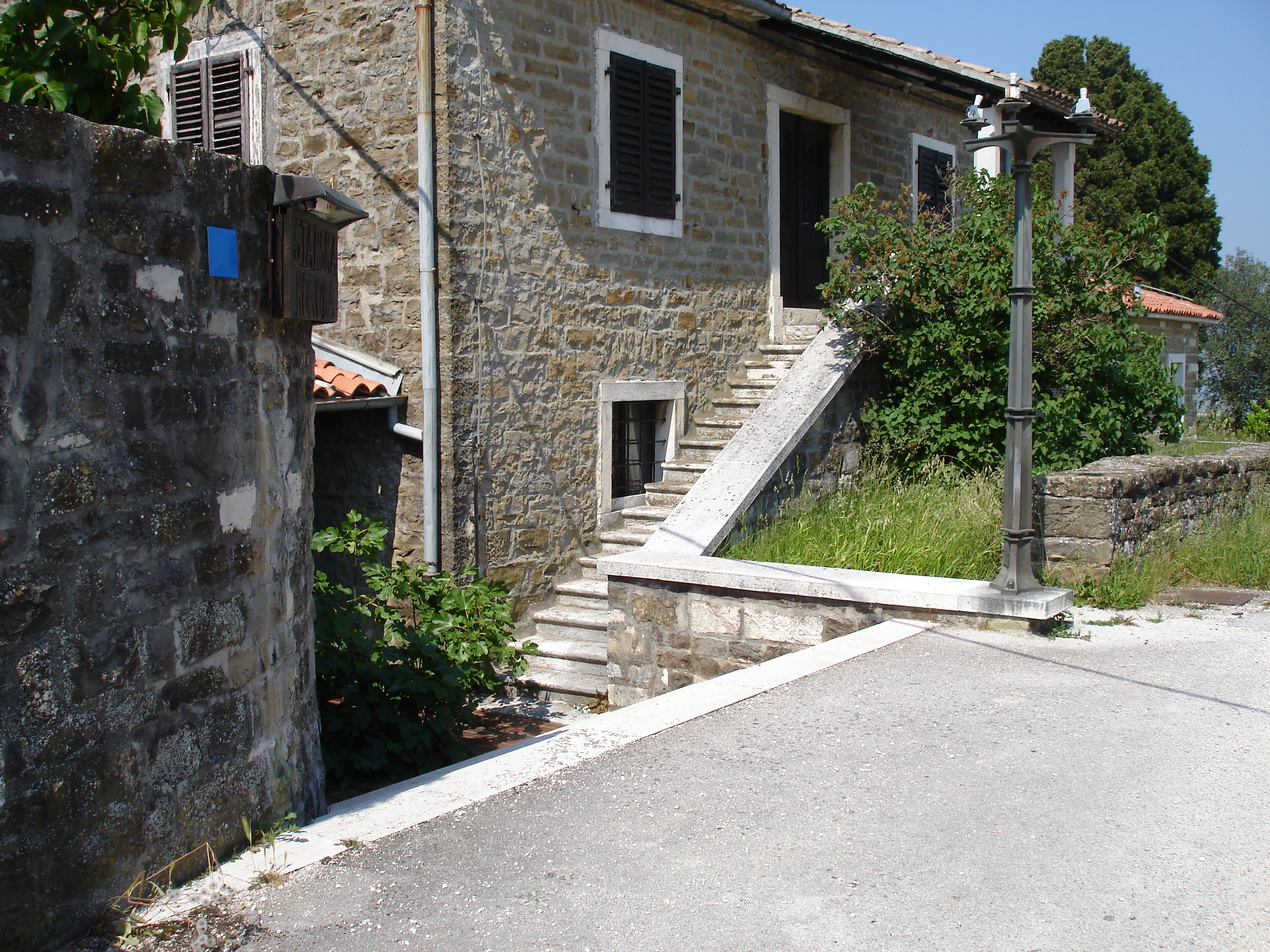